# Polowanie na zające (film)
Polowanie na zające – izraelska komedia erotyczna z 1982 roku, czwarty film z serii Lody na patyku.

## Fabuła
Film opowiada o dalszych przygodach trójki przyjaciół – Benny’ego, Johnny’ego i Bobby’ego. Tym razem Benny, Johnny i Bobby dostają powołanie do wojska. Oznacza to przerwę w beztroskich imprezach. Będą musieli ćwiczyć i słuchać rozkazów pod dowództwem sierżanta Shemesha.

## Obsada
- Jiftach Kacur jako Benny (Benji)
- Cachi Noj jako Johnny (Huey)
- Jonatan Segal jako Bobby (Momo)
- Menashe Warshavsky jako ojciec Benny’ego
- Dvora Kedar jako matka Benny’ego
- Sonja Martin jako René
- Devora Bakon jako Marshmallow
- Shmuel Eiser jako Boris
- Bea Fiedler jako Eva
- Moshe Ish-Kassit jako kapitan
- Joseph Shiloach jako sierżant Shemeshe / Ramirez